# سن-تلسفور، کبک
سن-تلسفور (به فرانسوی: Saint-Télesphore) شهری در منطقه شهری وودروی-سولانژ ناحیه مونترژی در استان کبک کانادا است. در سرشماری سال ۲۰۱۱ این شهر ۷۷۷ نفر جمعیت داشته‌است و مساحت آن ۵۹٫۶۲ کیلومتر مربع است.